# ممالك إفريقيا
كانت الملكية هي الشكل السائد للحكومة في تاريخ إفريقيا, حيث توجد دول أو أقاليم أو دول ذات سلطة عليا تتمتع بالحكم الذاتي مع فرد معترف به كرئيس للدولة. كلهم متشابهون في أن الحاكم يرث مناصبهم ويحتفظ به عادة حتى وفاتهم أو حتى تنازلهم عن العرش. ومع ذلك, هناك ثلاثة فقط تتمتع بالسيادة حاليًا, في حين أن البقية هي ممالك دون وطنية. اثنان من هذه الملكيات الدستورية (ليسوتو والمغرب), حيث يكون الحاكم ملزمًا بالقوانين والأعراف في ممارسة سلطاته, والآخر ملكية مطلقة (إيسواتيني), حيث يحكم السيادة بلا حدود. الملكيات دون الوطنية ليست ذات سيادة وتوجد داخل جمعيات سياسية أكبر, مثل أشانتي في غانا، وبنين في نيجيريا، وكوسيون وZulu في جنوب إفريقيا. بالإضافة إلى ذلك, هناك أيضًا ثلاث تبعيات لمملكيتين أوروبيتين - سانت هيلينا وأسنسيون وتريستان دا كونها من المملكة المتحدة وجزر الكناري وسبتة ومليلية إسبانيا حاليًا.
وتعد المملكة المغربية أقدم الممالك الإفريقية والعربية في شمال إفريقيا وكان أول من تولى الحكم في الإمبراطورية المغربية سنة 690 هجرية.

## تاريخ

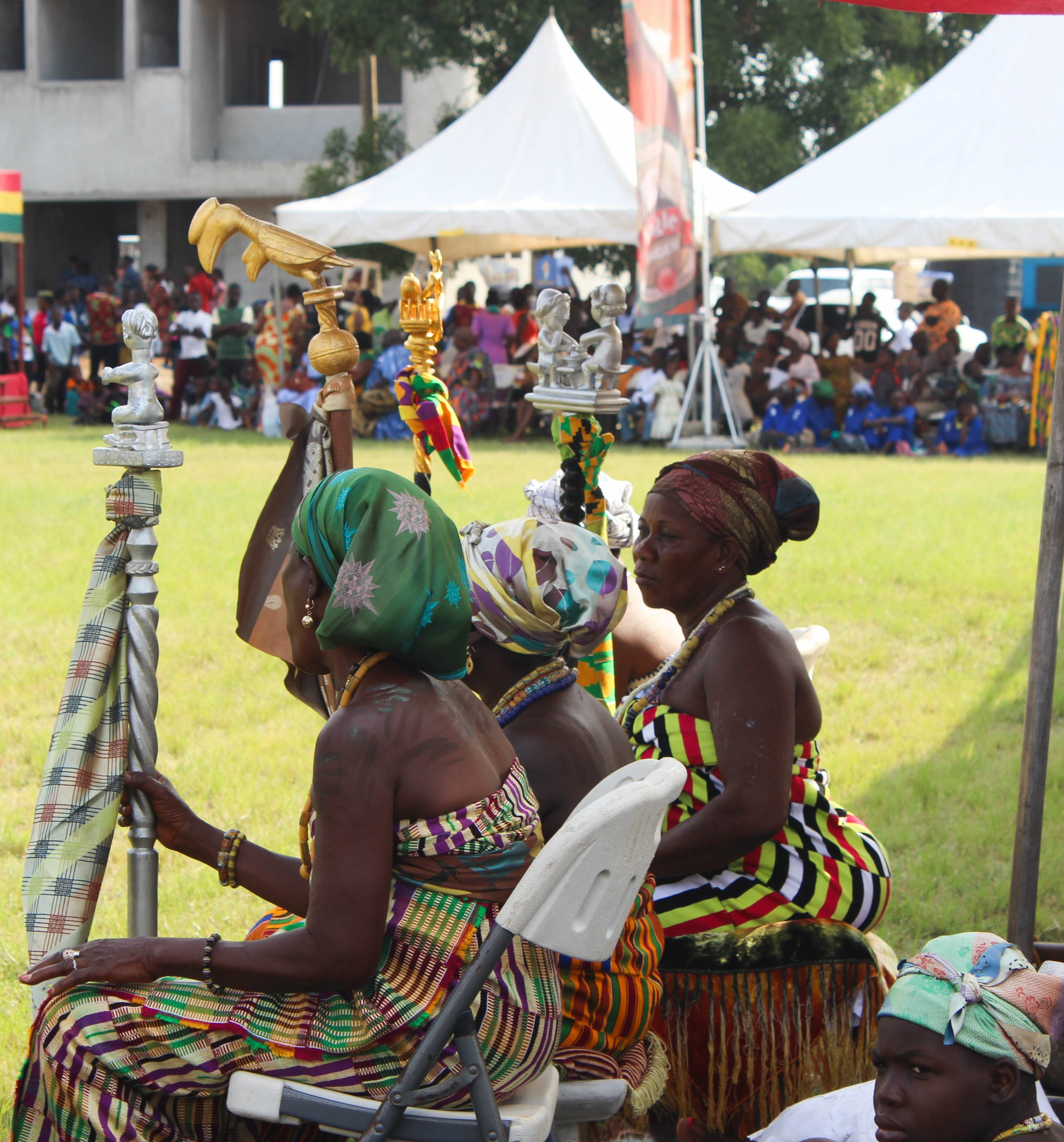
أمهات الملكة في حفل أقيم في غانا.

بسبب التجارة عبر الصحراء, كان لدى المستوطنات المبكرة في غرب إفريقيا والمجتمعات البدوية إلى حد كبير في شمال إفريقيا القدرة على دعم المؤسسات الرسمية وتشكيل الدول. سهلت زيادة التجارة على طول وادي النيل تطورات مماثلة في شرق إفريقيا. استجابة لذلك, تم تطوير قيادات موثوقة لتسهيل النمو المستقر والتفاعلات. مثال على ذلك هو ظهور حضارة ساو في وقت مبكر من القرن السادس قبل الميلاد بين واحة بيلما وبحيرة تشاد. 
تم إنشاء ممالك أخرى بتدخل أجنبي. كان أحد هذه التدخلات من قبل روما في شمال إفريقيا. تأسست مملكة نوميديا (فيما يعرف اليوم بالجزائر) حوالي عام 200 قبل الميلاد وكان ماسينيسا أول ملك. لقد كان أحد الملوك العديدين الذين ترأسوا مجتمعات أصلية كبيرة في الحزام الساحلي لشمال إفريقيا الذي يشرك طريق التجارة عبر الصحراء من أجل العيش. وبدعم استراتيجي ضمني من روما, سيطر ماسينيسا على جميع المجتمعات البدوية وتوج ملكًا. 

## الملكيات الحالية
| ولاية            | يكتب    | الخلافة        | سلالة حاكمة | عنوان                              | العاهل | العاهل        | يحكم منذ ذلك الحين | الأول في الخط                                       |
| ---------------- | ------- | -------------- | ----------- | ---------------------------------- | ------ | ------------- | ------------------ | --------------------------------------------------- |
| المملكة المغربية | دستورية | وراثي          | العلويون    | الملك (ملك)                        |        | محمد السادس   | 23 يوليو 1999      | ولي العهد: مولاي حسن ولي عهد المغرب (الابن الوحيد). |
| مملكة اسواتيني   | مطلق    | وراثي وانتخابي | دلاميني     | الملك <i id="mwcQ">(نغوينياما)</i> |        | مسواتي الثالث | 25 أبريل 1986      | لا أحد؛ لا يستطيع الملك تعيين خليفته.               |
| مملكة ليسوتو     | دستورية | وراثي وانتخابي | موشيش       | الملك (مورينا)                     |        | ليتسي ثالثا   | 7 فبراير 1996      | ولي العهد: الأمير ليروثولي سييسو (الابن الوحيد)     |

### دول ذات سيادة

#### ليسوتو

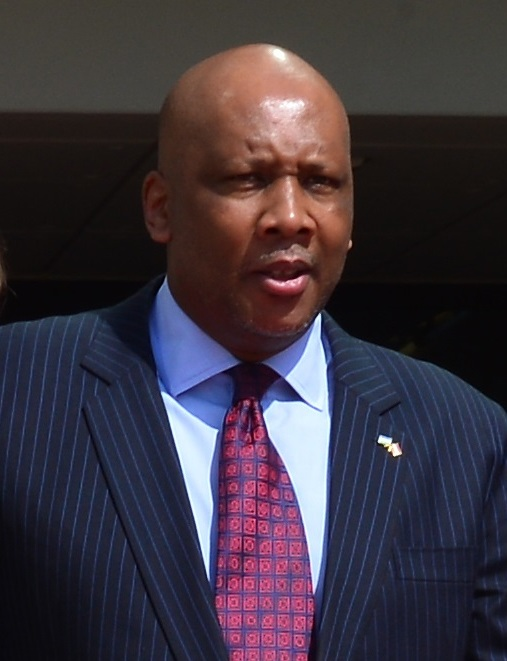
ملك ليتسي الثالث ملك ليسوتو

ليسوتو, جيب في جنوب إفريقيا, هي ملكية دستورية منتخبة. تأسس النظام الملكي الحالي في عام 1824 عندما وحد موشويشوي الأول, الزعيم القبلي, القبائل المتحاربة في مملكة باسوتو. بعد وفاته في عام 1870, تم وضع المملكة تحت السيطرة الاسمية لمستعمرة كيب البريطانية المجاورة. لكن القبائل الأصلية انخرطت في ثورة, ولم يتم تأسيس السيطرة البريطانية الكاملة حتى عام 1884 تحت اسم باسوتولاند. بينما كانت تحت السيطرة البريطانية, استمرت الملكية تحت عنوان Paramount Chief بدرجة معتدلة من الحكم الذاتي, لا سيما في المناطق الريفية.
تم منح الاستقلال الرسمي في عام 1966, وتأسست ملكية دستورية. ومع ذلك, أطيح بالحكومة المنتخبة ديمقراطيا في عام 1970 من قبل رئيس الوزراء في انقلاب ذاتي. تم تهميش النظام الملكي منذ ذلك الحين, بما في ذلك الحكومة العسكرية بين عامي 1986 و 1993, عندما تمت استعادة الديمقراطية. صعد الملك الحالي, الملك ليتسي الثالث, إلى العرش في عام 1996.
بموجب الدستور الحالي, الذي أقر في عام 1993, الملك هو ملك دستوري ورئيس الدولة, ويمارس السلطة من قبل البرلمان. بينما في الممارسة العملية وراثيًا, يتم تعيين الملك رسميًا من قبل هيئة الرؤساء باستخدام الممارسات التقليدية. تعين كلية الرؤساء أيضًا وصيًا على العرش إذا لزم الأمر. كما يتمتع رئيس الوزراء بصلاحية إعلان شغور الملكية إذا خالف الملك يمين المنصب أو اعتبر غير لائق للحكم.

#### المغرب

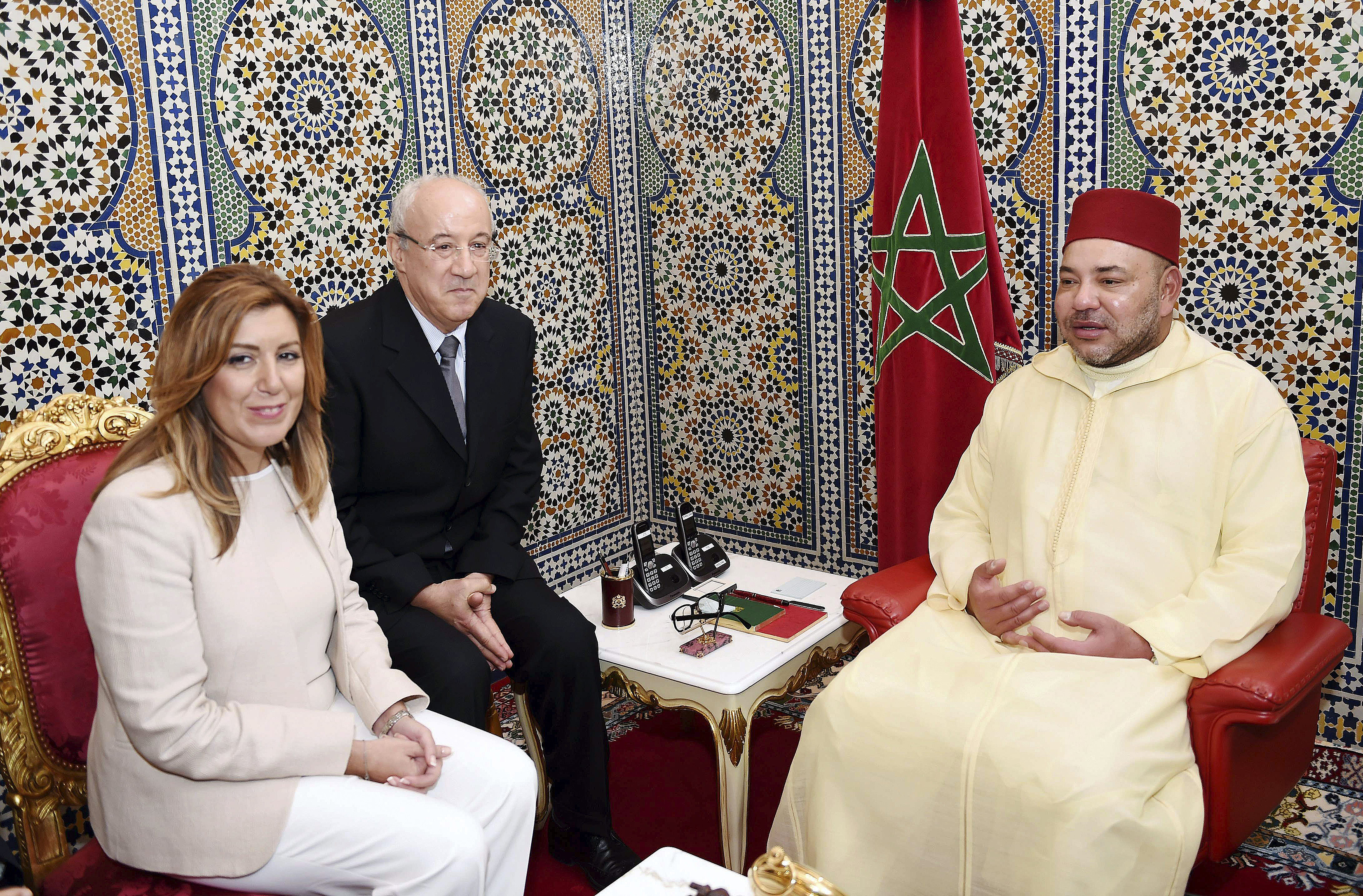
ملك المغرب محمد السادس (إلى اليمين)

تقع المغرب في الركن الشمالي الغربي من إفريقيا, وله تاريخ طويل وراسخ يعود إلى العصور القديمة. كانت المنطقة في الأصل قرطاجية, وكانت تخضع لسيطرة الإمبراطورية الرومانية والوندال والإمبراطورية البيزنطية قبل أن تقع تحت السيطرة العربية في القرن السابع. خلال ذلك الوقت, عُرف سكان المغرب باسم المغاربة. بعد الاسترداد عام 1492, خضعت الدولة المغربية لفترة طويلة من التراجع قبل أن تقع تحت السيطرة الفرنسية والإسبانية المزدوجة في عام 1912. تحقق الاستقلال عام 1956, حيث حصل السلطان محمد بن يوسف على لقب الملك محمد الخامس. اعتلى الملك الحالي محمد السادس العرش عام 1999.
بموجب الدستور الحالي الذي تم إقراره في عام 2011, فإن المغرب نظام ملكي دستوري, على الرغم من أن الملك يحتفظ بقدر لا بأس به من السلطة. وهو رئيس المجلس الأعلى للعلماء, المكلف بالحفاظ على الإسلام المغربي, وكذلك المحكمة العليا المغربية. الملك هو أيضا عضو نشط في مجلس الوزراء المغربي, ولديه سلطة إقالة الوزراء وكذلك وضع جدول أعمال الحكومة. كما يترأس مجلس الأمن الذي يشرف على الجيش.

#### إيسواتيني (سوازيلاند سابقًا)

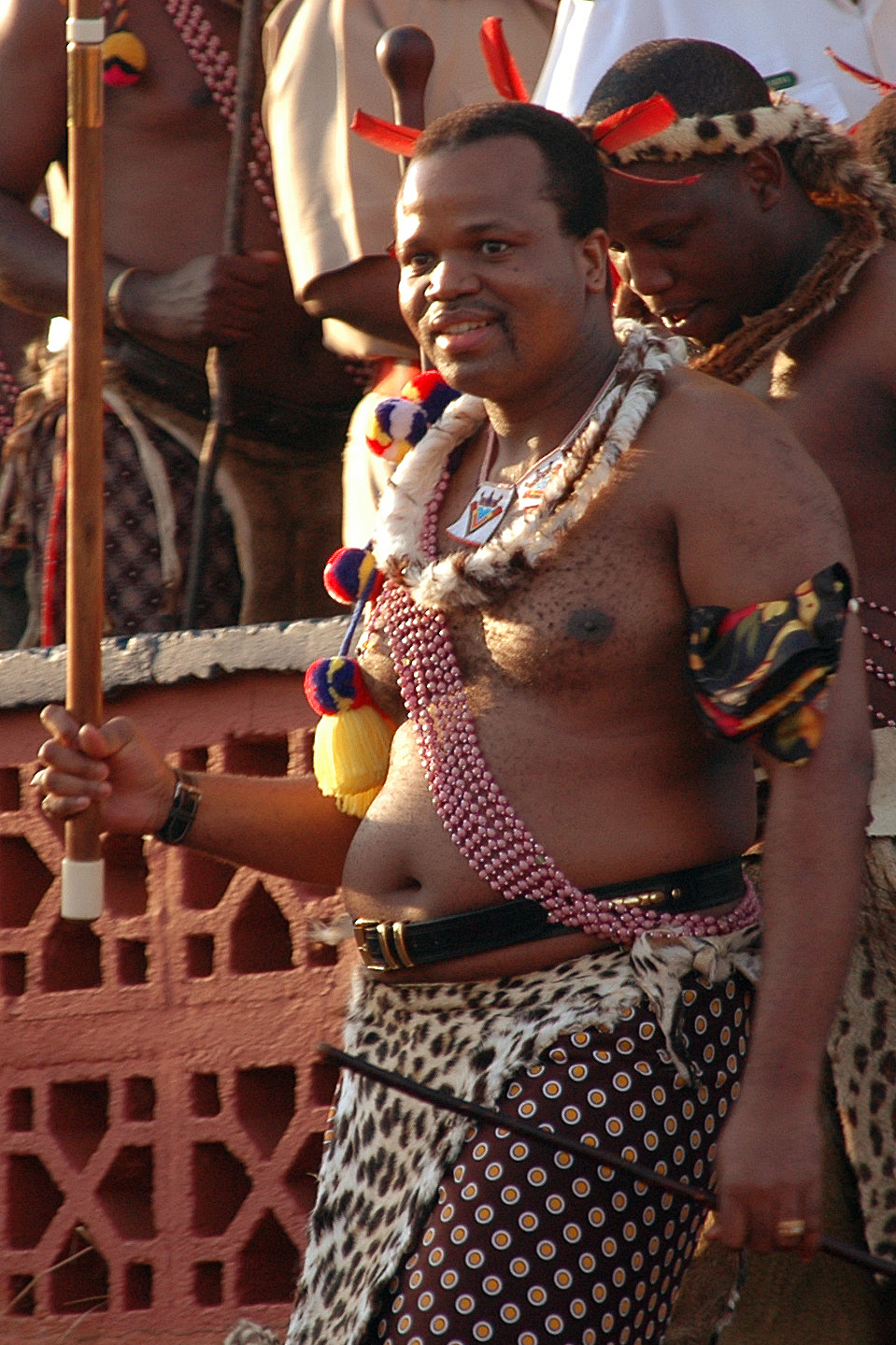
الملك مسواتي الثالث ملك إيسواتيني

نشأت إيسواتيني, الواقعة في الركن الجنوبي الشرقي من إفريقيا, مثل ليسوتو, كاتحاد كونفدرالي للقبائل الأفريقية. ومع ذلك, فهي تسبق تاريخ ليسوتو بنحو خمسة وسبعين عامًا حتى منتصف القرن الثامن عشر. خلال تلك الفترة الزمنية, نقل الزعيم نجواني الثالث من الشعب السوازي قبيلته إلى موقعهم الحالي واتحد مع القبائل الأفريقية الأخرى. ابتداءً من ثلاثينيات القرن التاسع عشر, تفاعل التجار البريطانيون والبوير (المستوطنون الهولنديون) مع قبيلة سوازيلاند. في النهاية, وقع الأميون في سوازيلاند عن غير قصد معاهدات تنازلوا عن أراضيهم لجمهوريات البوير, التي تولت السيطرة في عام 1894. في عام 1902, بعد حرب البوير, تولى البريطانيون السيطرة على سوازيلاند. لم يكن حتى عام 1967 أن استعادت سوازيلاند سيطرتها على الشؤون الداخلية, وحصلت على الاستقلال في العام التالي.
خلال معظم الفترة الاستعمارية, حكم شوبوزا الثاني السوازيلند, الذي أصبح ملكًا بعد الاستقلال. في عام 1973, ألغى شبوزا الدستور الديمقراطي الذي تم وضعه في وقت الاستقلال وأعلن نفسه الحاكم المطلق. عند وفاته في عام 1982, كان سوبوزا قد حكم لمدة 82 عامًا, وهي أطول فترة حكم تم التحقق منها لأي ملك. صعد الحاكم الحالي, الملك مسواتي الثالث, إلى العرش في عام 1986. سمح دستور جديد تأسس عام 1998 بدرجة معينة من الحكم الديمقراطي. ولكن, من الناحية العملية, تظل إيسواتيني ملكية مطلقة, وقدرة المواطنين على المشاركة في العملية السياسية محدودة.

### التبعيات لدول أخرى ذات سيادة

#### جزر الكناري

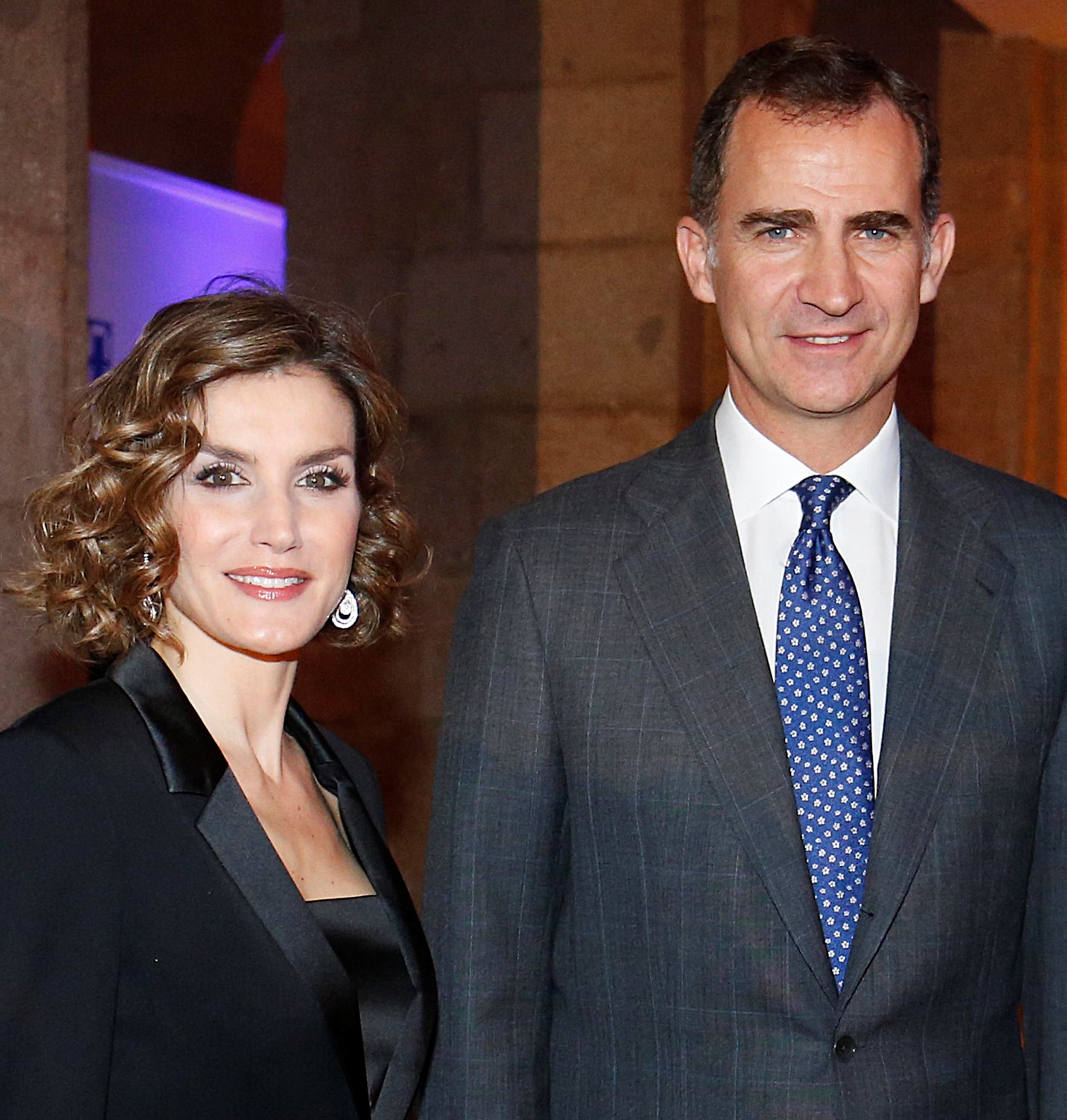
ملك إسبانيا فيليب السادس والملكة ليتيزيا

جزر الكناري هي أرخبيل من ثلاث عشرة جزيرة تقع قبالة سواحل المغرب. كانت الجزر مأهولة في الأصل من قبل شعب غوانش, لكن الملكة كاثرين ملكة قشتالة كانت مستعمرة. خلال القرن الخامس عشر, كانوا تحت سيطرة الأمير هنري الملاح البرتغال, لكن إسبانيا استعادت السيطرة في عام 1479. أكملت إسبانيا احتلالها للجزر في عام 1496 واستخدمتها كميناء للاستكشاف الغربي. نظرًا لأهميتها في التجارة الإسبانية, فقد تعرضوا لهجمات متكررة من قبل القراصنة والقراصنة مثل السير فرانسيس دريك في عام 1595. مُنحت الجزر الحكم الذاتي في عام 1982.
كمجتمع مستقل في إسبانيا, تتمتع جزر الكناري بدرجة كبيرة من الحكم الذاتي. يتم تنظيم حكومة المجتمع كنظام برلماني مع رئيس منتخب من بين أعضاء البرلمان. تتمتع حكومة المجتمع باستقلالية فيما يتعلق بمجموعة واسعة من الكفاءات, بما في ذلك الموارد الطبيعية والسياحة بالإضافة إلى نظام مالي فريد. تتقاسم السلطة فيما يتعلق بالزراعة والتجارة مع الحكومة المركزية في إسبانيا, وتتحمل مسؤولية الإشراف على تنفيذ الإجراءات التي تتخذها الحكومة المركزية في الاختصاصات التي لا تتمتع بها حكومة المجتمع المحلي. تتمتع كل جزيرة أيضًا بدرجة كبيرة من الاستقلالية عن حكومة المجتمع للتحكم في شؤونها المحلية.

#### سبتة ومليلية
سبتة ومليلية مدينتان على الساحل الشمالي الغربي لأفريقيا على الحدود مع المغرب. كلاهما أسسها القرطاجيون ووقعتا لاحقًا تحت السيطرة الرومانية والوندالية والبيزنطية المتعاقبة قبل أن يغزوها العرب في القرن الثامن. كانت سبتة, على وجه الخصوص, بمثابة قاعدة للغزو المغربي لإسبانيا خلال تلك الفترة الزمنية. في عام 1415, غزا البرتغاليون سبتة, وسقطت مليلية في أيدي الإسبان عام 1497. عندما اتحدت مملكتي إسبانيا والبرتغال في عام 1580, أصبحت سبتة أيضًا تحت السيطرة الإسبانية وظلت إسبانية منذ ذلك الحين. خلال الحرب الإسبانية المغربية, اكتسبت المدينتان مساحة إضافية للتوسع إلى الحدود الحالية. تم منح الحكم الذاتي لكلتا المدينتين في عام 1995. واليوم لا يزال المغرب يدعي أن المدينتين جزء من التراب المغربي, الأمر الذي خلق توترًا بين الدولتين المتجاورتين.
إن حكومتي المدينتين برلمانية بطبيعتها, مع وجود نظام رئيس بلدية إضافي يعمل كقوة تنفيذية. تتمتع المدن بدرجة كبيرة من الاستقلالية, حيث تتولى الحكومة المركزية المسؤولية فقط في المجالات المتعلقة بشؤون الاتصالات والتجارة. كلاهما يتمتعان بالاستقلالية المالية التي تسمح لهما بفرض ضرائب على السكان من أجل تمويل العديد من خدمات المدينة مثل الشرطة.

#### سانت هيلانة وأسنسيون وتريستان دا كونها

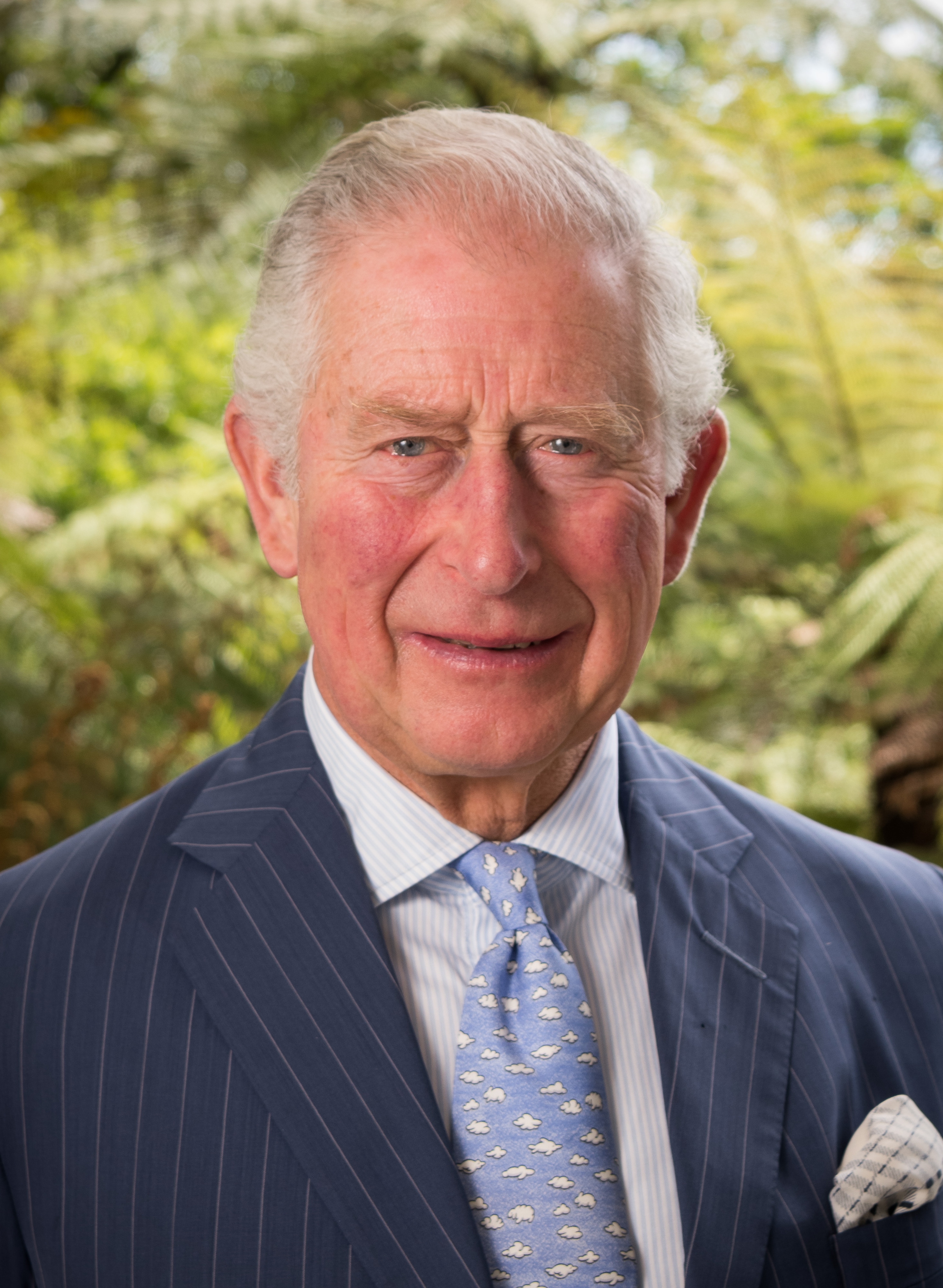
الملك تشارلز الثالث ملك المملكة المتحدة

سانت هيلانة وأسنسيون وتريستان دا كونها أقاليم بريطاني ما وراء البحار في المحيط الأطلسي. تم اكتشاف سانت هيلانة لأول مرة من قبل سلسلة من المستكشفين البرتغاليين بين عامي 1602 و 1604. قاموا ببناء عدد من المباني عليها وبدأوا في استخدامها كمحطة طريق, والتي لم تعتبر قط مستوطنة دائمة.
خلال فترة انقطاع العرش في إنجلترا, تلقت شركة الهند الشرقية الموقرة ميثاقًا لحكم الجزيرة من أوليفر كرومويل. لما يقرب من مائتي عام بعد ذلك, حافظ البريطانيون على حكم الشركة, ولم ينتهِ إلا في أوائل القرن التاسع عشر عندما انتقلت السيادة مباشرة إلى البريطانيين. أُضيفت جزيرة أسنسيون إلى الإقليم في عشرينيات القرن الماضي, وأضيفت تريستان دا كونها بالمثل في العقد التالي. في الوقت الحاضر, يحكم الإقليم تشارلز الثالث, ملك سانت هيلانة, الذي يمثله محليًا حاكم.

### الملكيات دون القومية

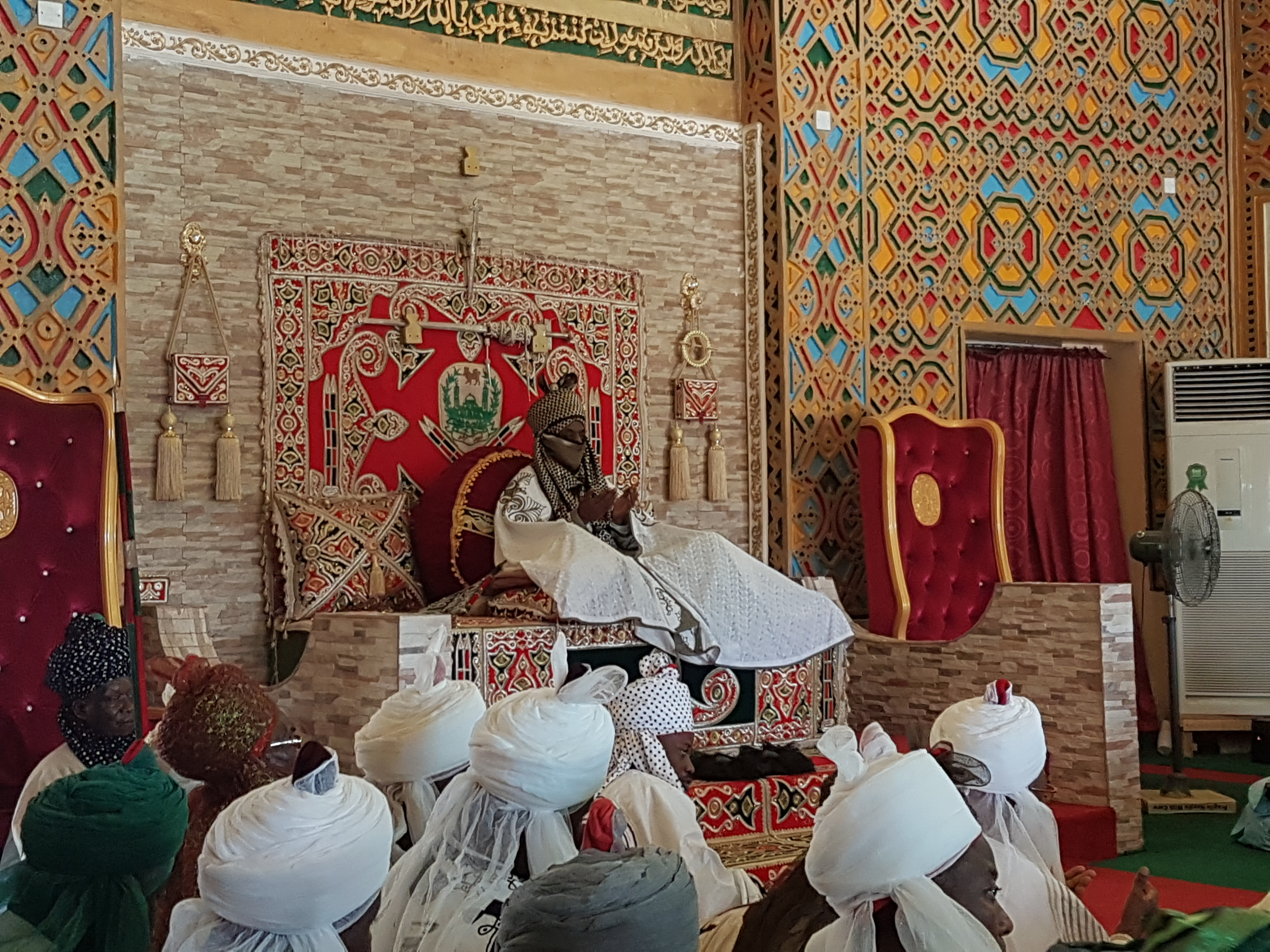
الأمير الرابع عشر لمدينة كانو, نيجيريا, محمدو سانوسي الثاني, على عرشه قبل دوربار, سبتمبر 2016

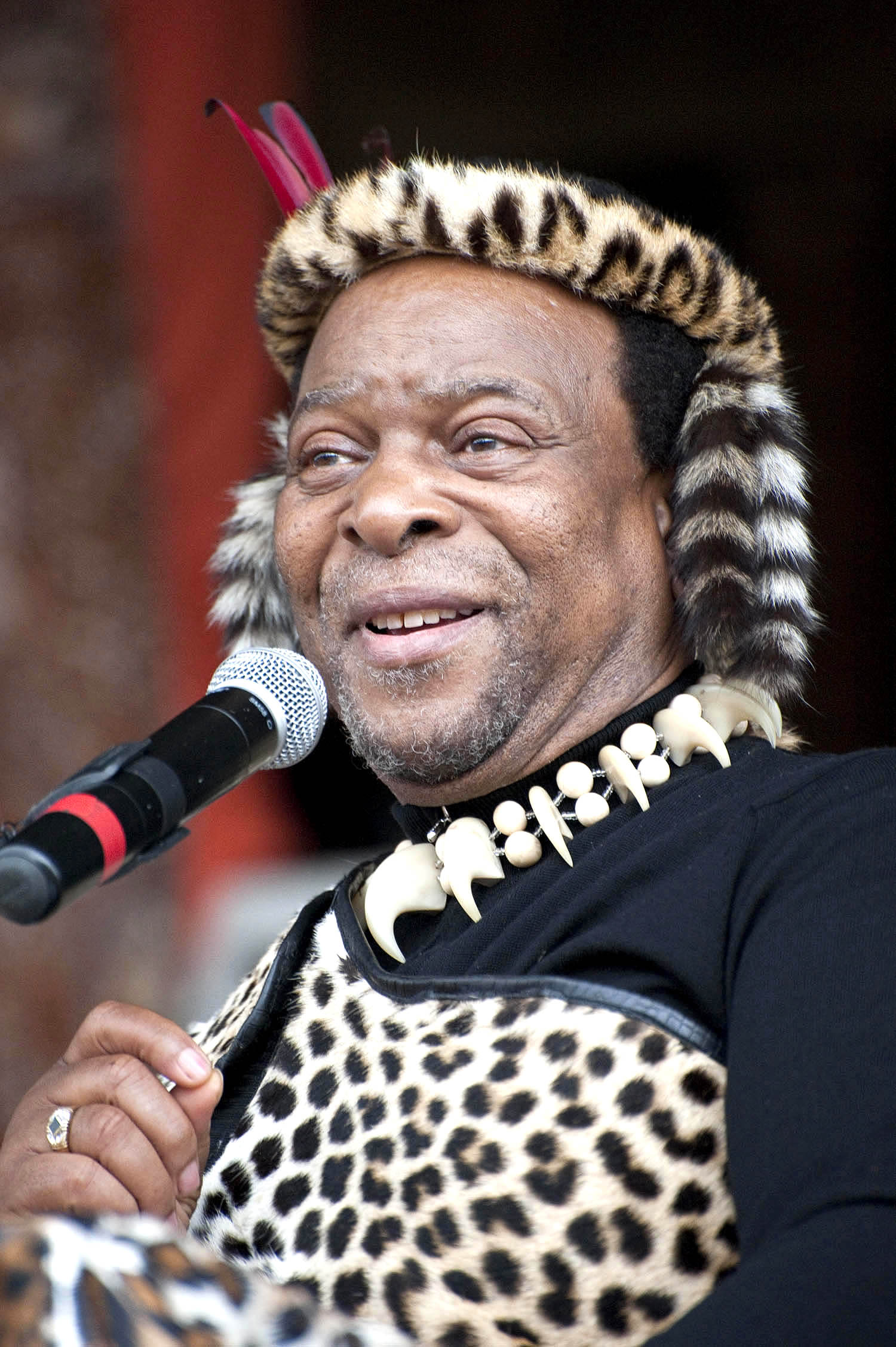
Goodwill Zwelithini, Zulu King (1968-2021), في حدث قبلي في جنوب إفريقيا

بالإضافة إلى الدول الأفريقية المستقلة, يحتفظ عدد من القبائل الأصلية بملكياتها كدوائر انتخابية معترف بها لمختلف الحكومات الوطنية. توجد سلسلة من الأنظمة السياسية دون القومية كمكونات لعدد من الدول ذات السيادة الـ 52 المتبقية في إفريقيا. تناط السلطة التقليدية بملوك هذه الدوائر بموجب القانون العرفي كقاعدة عامة, على الرغم من أن بعضهم يتمتع أيضًا إما باعتراف دستوري أو قانوني بألقابهم في الدول التي تستضيفهم. شخصيات مثل الحكام التقليديين النيجيريين وملك الزولو في جنوب إفريقيا يمثلون الطبقة.

## الممالك السابقة

### أفريقيا ما قبل الاستعمار
- إمبراطوريات العصر الحديدي في شمال إفريقيا
- الحضارة المصرية القديمة
- العصور الوسطى (القرن الثامن إلى القرن الثالث عشر) الإمبراطوريات الإسلامية (الخلافة)[19] في شمال إفريقيا
- ممالك الساحل في العصور الوسطى
- الإمبراطورية الإثيوبية (ألغيت عام 1975)[20]
- إمبراطوريات "الفترة الانتقالية" في القرنين الخامس عشر والتاسع عشر.
  - سلطنات السودان الإسلامية والإمبراطورية الصومالية العظيمة (الإمبراطورية الذهبية)
  - ممالك غرب أفريقيا خلف ممالك الساحل
  - ممالك وسط وجنوب أفريقيا مثل مملكة كونغو وإمبراطورية موتابا.
- مملكة ميرينا في مدغشقر.
- مملكة رواندا (ألغيت عام 1961)
- مملكة بوروندي (ألغيت عام 1966)

### القرن ال 20
- أنكول (أوغندا) (ألغي عام 1967)
- إمبراطورية وسط إفريقيا (ألغيت عام 1979)
- دولة الكونغو الحرة (ضمتها بلجيكا 1908)
- مملكة مصر (ألغيت عام 1953)
- المملكة الليبية (ألغيت عام 1969)
- المملكة التونسية (ألغيت عام 1957)
- سلطنة زنجبار (ألغيت عام 1964)

| دولة               | رئيس الدولة             | ممثل                                      | ألغيت                                   |
| ------------------ | ----------------------- | ----------------------------------------- | --------------------------------------- |
| غامبيا             | الملكة إليزابيث الثانية | الحاكم العام السير فارمانج مامادي سينغاته | ألغيت 1970                              |
| غانا               | الملكة إليزابيث الثانية | الحاكم العام إيرل ليستويل                 | ألغيت عام 1960                          |
| كينيا              | الملكة إليزابيث الثانية | الحاكم العام مالكولم ماكدونالد            | ألغيت عام 1964                          |
| ملاوي              | الملكة إليزابيث الثانية | الحاكم العام السير جلين سمولوود جونز      | ألغيت عام 1966                          |
| موريشيوس           | الملكة إليزابيث الثانية | الحاكم العام السير فيراسامي رينغادو       | ألغيت عام 1992                          |
| نيجيريا            | الملكة إليزابيث الثانية | الحاكم العام ننامدي أزيكيوي               | ألغيت عام 1963                          |
| روديسيا            | الملكة إليزابيث الثانية | ضابط إداري للحكومة كليفورد دوبون          | غير معترف به ألغتها روديسيا في عام 1970 |
| سيرا ليون          | الملكة إليزابيث الثانية | الحاكم العام كريستوفر أوكورو كول          | ألغيت عام 1971                          |
| اتحاد جنوب افريقيا | الملكة إليزابيث الثانية | الحاكم العام تشارلز روبيرتس سوارت         | ألغيت عام 1961                          |
| تنجانيقا           | الملكة إليزابيث الثانية | الحاكم العام السير ريتشارد تورنبول        | ألغيت عام 1962                          |
| أوغندا             | الملكة إليزابيث الثانية | الحاكم العام السير والتر كوتس             | ألغيت عام 1963                          |

## أنظر أيضا
- سياسة افريقيا